# دیوید نوئل فریدمن
دیوید نوئل فریدمن (انگلیسی: David Noel Freedman; ۱۲ مهٔ ۱۹۲۲ – ۸ آوریل ۲۰۰۸) نویسنده، باستان‌شناس، و متخصص الهیات اهل ایالات متحده آمریکا بود.
وی همچنین برندهٔ جوایزی همچون کمک‌هزینه گوگنهایم شده است.